# Juan José Mezú
Juan José Mezú (Quinamayó, Valle del Cauca, Colombia; 6 de enero de 1989) es un futbolista colombiano. Juega de volante y su equipo actual es Unión Comercio de la Liga 2 de Perú.

## Trayectoria

### Inicios
Es volante de segunda línea desarrollo la mayor parte de su formación en las divisiones menores del América de Cali entre 2002 y 2007 además de hacer parte de las reservas del Millonarios Fútbol Club. Ref (http://www.transfermarkt.es/juan-jose-mezu/profil/spieler/283091)
En la temporada 2010 estuvo probando con el Deportivo Vida de Honduras; paso por Pacífico de Buenaventura y Sucre F.C. de la Categoría Primera B de Colombia, para el segundo semestre de 2012 reforzara al América de Cali en su lucha por el ascenso. Luego del fracaso del América en la final de la liga de ascenso en Colombia, fichó en el Jaguares de Córdoba (antiguo Sucre F.C. y Pacífico F.C.) con el cual disputa el torneo apertura 2013 de primera B y debido a sus buenas actuaciones en el club cordobés, fue fichado por el Itagüi dándole su primera experiencia en la primera división de Colombia y también su primera experiencia en un torneo internacional como la copa suramericana 2013. Hace su debut en la copa suramericana en la primera ronda del certamen cuando el Itagüi enfrentó al Juan Aurich de Perú y también jugó frente al Libertad de Paraguay en cuartos de final, en total jugó 2 partidos en el certamen teniendo buenas actuaciones a pesar de los pocos minutos que jugó (en total jugó 64 minutos en el certamen). Ya en el final de la fase regular del torneo finalización y en el inicio de los cuadrangulares semifinales se consolida como titular en el equipo (jugando sus últimos 3 partidos como titular) a diferencia del resto de los partidos cuando ingresaba como un revulsivo.
Para el 2020 fue fichado por el San Francisco FC de la Primera División de Panamá, luego de un año de inactividad en el fútbol. Disputó un total de seis partidos oficiales, antes de la paralización por la pandemia del COVID-19.

## Clubes
| Club                | País                | Año                 | Partidos | Goles |
| ------------------- | ------------------- | ------------------- | -------- | ----- |
| Deportivo Vida      | Honduras            | 2010                | 10       | 4     |
| Pacífico F. C.      | Colombia            | 2011                | 32       | 4     |
| Sucre F. C.         | Colombia            | 2012                | 31       | 5     |
| América de Cali     | Colombia            | 2012                | 9        | 0     |
| Jaguares de Córdoba | Colombia            | 2013                | 25       | 3     |
| Rionegro Águilas    | Colombia            | 2013 - 2014         | 19       | 0     |
| Jaguares de Córdoba | Colombia            | 2014 - 2015         | 44       | 5     |
| Rionegro Águilas    | Colombia            | 2015 - 2016         | 25       | 5     |
| Jaguares de Córdoba | Colombia            | 2017 - 2018         | 66       | 6     |
| Always Ready        | Bolivia             | 2019                | 0        | 0     |
| San Francisco       | Panamá              | 2020                | 6        | 0     |
| Unión Comercio      | Perú                | 2021 -              |          |       |
| Total en su carrera | Total en su carrera | Total en su carrera | 266      | 32    |